# Otradnoïe (district)
Pour les articles homonymes, voir Otradnoïe.
Otradnoïe (Муниципальный округ Отрадное) est un district municipal de la ville de Moscou, capitale de la Russie, dépendant du district administratif nord-est.
À l'endroit où se trouve le district existait autrefois le  village de Vladikino, entouré de bois et traversé par la rivière Likhoborka. Celui apparaît déjà dans les documents écrits par le nom de Veljaminovo en 1551, qui témoigne qu'il est la propriété de la famille Chouïski.

## Histoire
Sur le territoire de l'actuel district d'Otradnoïe se trouvaient plusieurs localités, dont la plus importante était le village de Vladykino. Au nord de Vladykino se situait le village de Slobodka, et à l'est de Slobodka, le village de Kozeevo. Otradnoïe apparaît sur le premier plan complexe de reconstruction de Moscou, approuvé le 10 juillet 1935 par un décret du Comité central du Parti communiste et du Conseil des commissaires du peuple de l'URSS № 1435 «Sur le plan général de reconstruction de la ville de Moscou» (architectes V.N. Semenov et S.E. Chernyshev). Ce plan prévoyait l'intégration d'Otradnoïe dans les limites de Moscou. Cependant, le futur district d'Otradnoïe ne fut réellement inclus dans Moscou qu'après la construction du MKAD (périphérique de Moscou) en 1960.
Histoire moderne du district
En 1974, la construction massive d'immeubles de grande hauteur commença, et Otradnoïe devint un quartier résidentiel typique. En 1975, à l'occasion du 150e anniversaire de l'insurrection des décembristes, certaines rues d'Otradnoïe reçurent les noms de ces révolutionnaires: Pestel, Bestoujev, Yakouchkine. L'artère centrale du district est la rue des Décembristes. Le district était traversé par une voie ferrée parallèle à la rue des Décembristes, allant de l'Institut des transports de Sviblovo à la gare de Beskoudnikovo. Cette ligne fut démantelée à la fin des années 1980 en raison de la construction de la station de métro Otradnoïe et de nouveaux immeubles résidentiels du côté pair de la rue des Décembristes.
Les dernières maisons en bois de l'ancien village de Vladykino, situées au début de la chaussée Altoufievskoye (côté impair), furent démolies (certaines brûlèrent) en 1980. À leur place, des immeubles de 12 et 16 étages en panneaux préfabriqués furent construits pour le logement des familles du personnel du GUVD de Moscou. Les arrêts de bus «Novovladykino» et «Rue Vychegodskaya», qui rappelaient l'existence de l'ancien village et de ses rues disparues, ne furent renommés qu'à la fin des années 1980 (respectivement en «Hôtel Voskhod» et «Chaussée Altoufievskoye, 12»).
Sur le territoire du district, sur la rive nord de la Likhoborka, se trouvait l'exploitation agricole et le sovkhoze «Otradnoïe» de l'académie agricole Timiryazev, qui donna son nom au district. Ce sovkhoze est mentionné sur la «Carte des environs de Moscou» de 1931. La partie sud du futur Otradnoïe était occupée par un immense verger de pommiers appartenant au sovkhoze. Au début des années 1980, le verger fut abattu, et à sa place apparurent les rues Khachaturyan, Kargopolskaya et Sannikov, où furent construits des immeubles en panneaux de grande hauteur. Les derniers arbres du verger de pommiers peuvent encore être trouvés dans certaines cours de la rue Otradnaya et de la rue Khachaturyan, au début de la rue des Décembristes et près du territoire du MIT. Les allées de peupliers, qui servaient de limites au verger, ont partiellement survécu. Dans le secteur du Signalny Proyezd se trouvait l'exploitation agricole expérimentale «Otradnoïe».
Pour servir les populations à faible revenu, le district dispose du Centre de services sociaux «Otradnoïe» et de l'Administration municipale de la protection sociale.
En termes de population, le district occupe la quatrième place à Moscou. Otradnoïe, dans le cadre de la préservation des traditions culturelles russes, entretient et développe des liens avec la ville jumelle de Kargopol dans l'oblast d'Arkhangelsk, accueille des groupes artistiques de la région et organise des expositions d'artisans locaux. Sur la rue Kargopolskaya, des maîtres de l'architecture en bois ont construit une église en bois dédiée à Saint Nicolas.
Selon "Greenpeace", les habitants du district d'Otradnoïe sont exposés aux émissions nocives de l'usine d'incinération des déchets (usine spéciale № 2), située au 33a, chaussée Altoufievskoye, à la limite du district. Cependant, l'ancien maire de Moscou, Youri Loujkov, affirmait que les usines d'incinération de la capitale étaient parfaitement sûres pour la population.

Le district compte deux stations de métro (Otradnoïe et Vladykino), un stade et cinq fontaines.

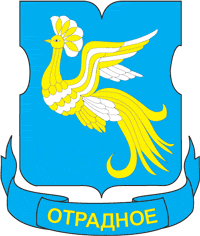
Armes du district
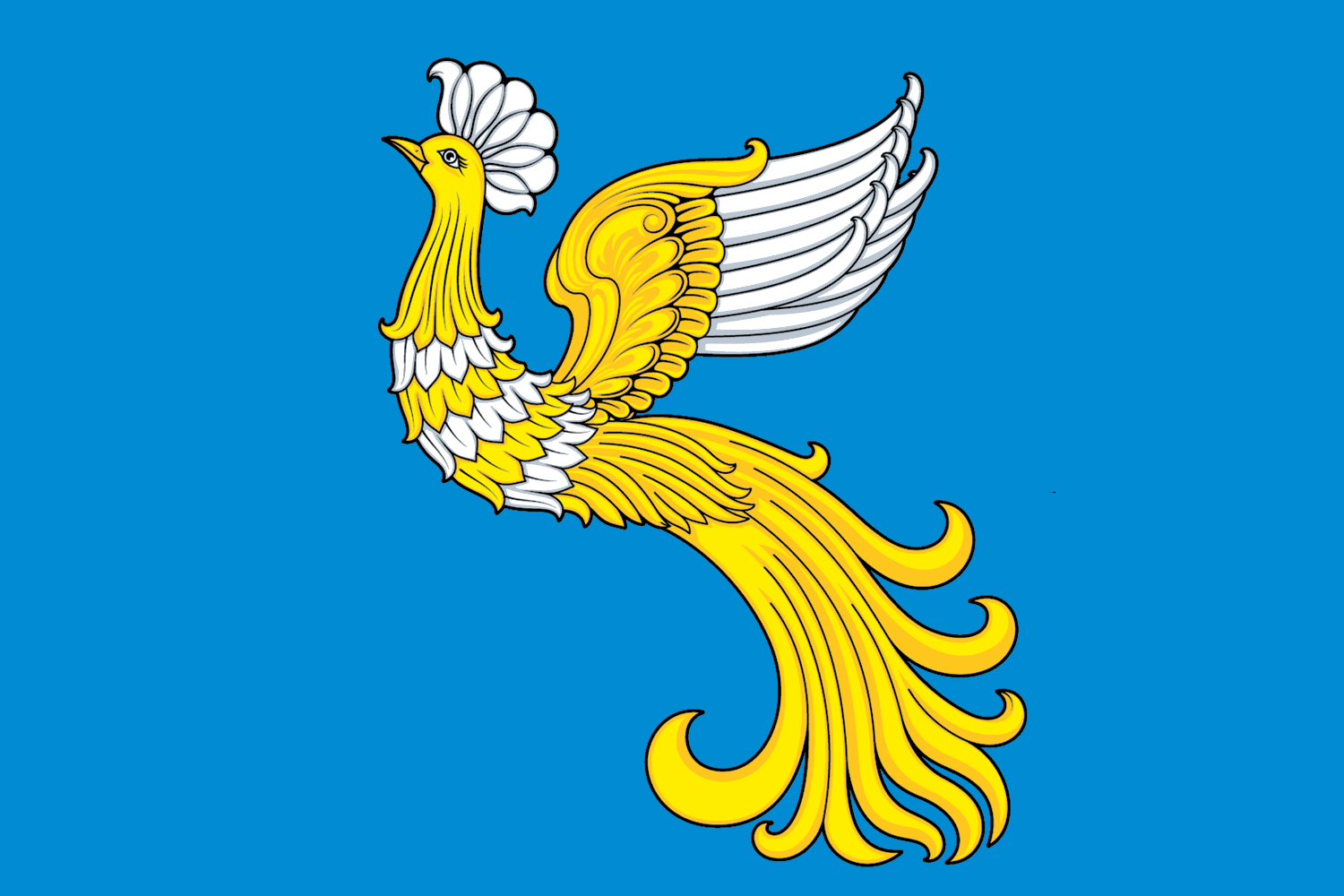
Drapeau du district